# Monument de la Gloire (Samara)
Le monument de la Gloire (Монумент Славы) est un monument situé à Samara en Russie. C'est devenu l'un des symboles principaux de cette grande ville des bords de la Volga. Il se trouve place de la Gloire dans le district urbain (raïon) de Lénine, quartier historique de Samara.

## Histoire
Ce monument a été érigé à Kouïbychev (nom à l'époque de Samara) entre 1968 et 1971 et a été inauguré le 5 novembre 1971 pour le 54e anniversaire de la Révolution d'Octobre. Il est élevé à la gloire de l'immense contribution des travailleurs du secteur de l'aviation de Kouïbychev à la victoire dans la Grande Guerre patriotique. Les auteurs de ce monument sont le sculpteur Pavel Bondarenko (à la tête de l'équipe), l'architecte moscovite A.B. Samsonov et le sculpteur Oleg Kiroukhine. Les fonds sont levés parmi les habitants et travailleurs de la ville. Par exemple chaque ouvrier des usines et des fabriques de Kouïbychev verse un rouble pour son édification. La municipalité choisit le terrain: sur une pente de la descente du Marché.
Ce monument majestueux est en acier fortement allié, avec une statue de 13 mètres d'un ouvrier debout sur un piédestal de 40 mètres, face à la Volga. Le travailleur, les mains levées, tient de grands plans inclinés, symbolisant les ailes des avions militaires produits à Kouïbychev. L'immense piédestal symbolise un faisceau lumineux s'élevant dans le ciel. À côté du monument se trouvent le complexe commémoratif La Mère endeuillée (conçu par les mêmes auteurs qui ont créé le monument de la Gloire), et la flamme éternelle. Un escalier menait naguère du quai de la Volga et de la perspective de la Volga au monument de la Gloire.
En plus de son nom officiel, la population locale l'affuble parfois du surnom de « Panikovski à l'oie » (d'après le personnage comique du Veau d'or d'Ilf et Petrov). Quelquefois on confond ce monument avec celui de Gagarine, dans le même style à Moscou.

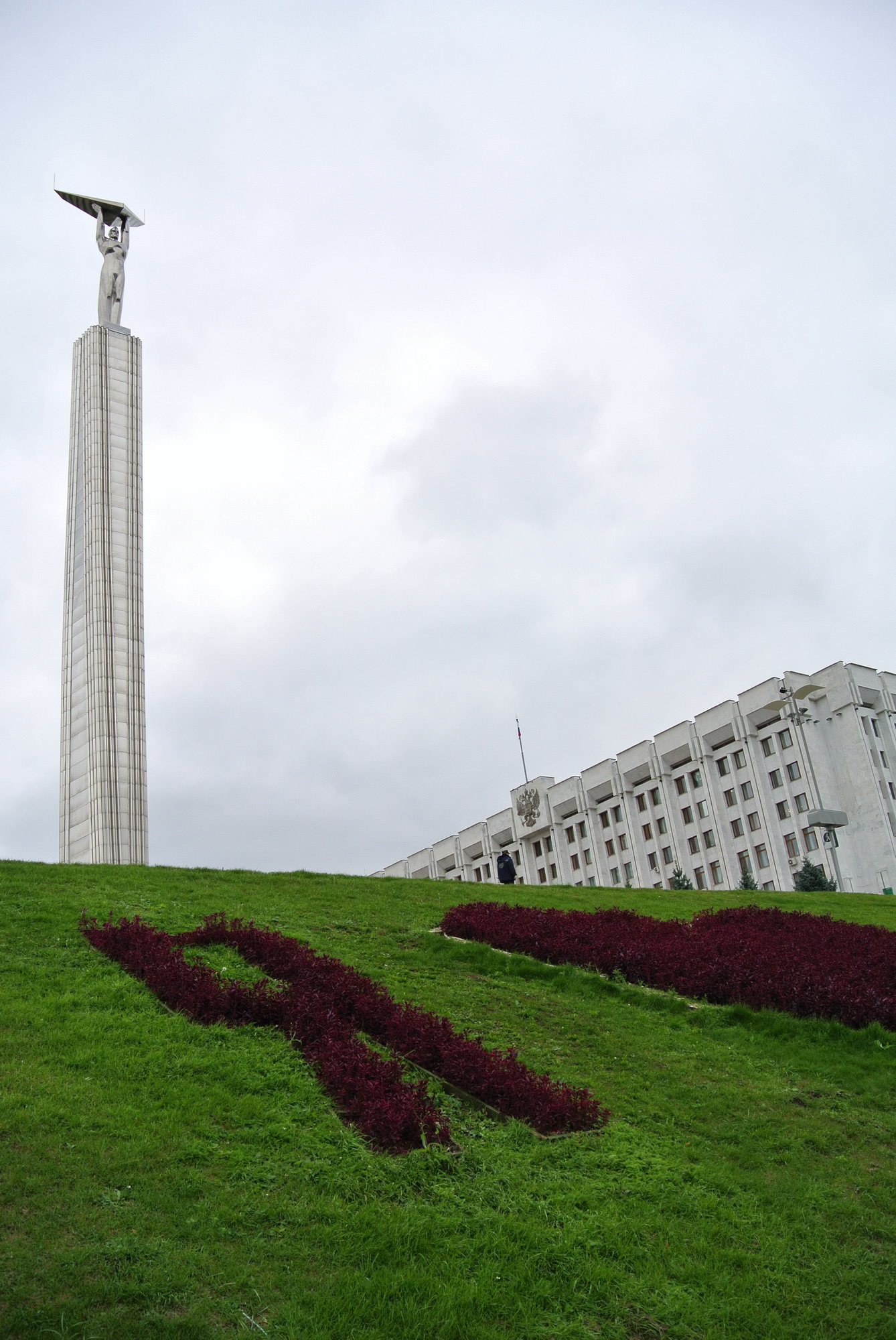
Vue du monument de la pente.
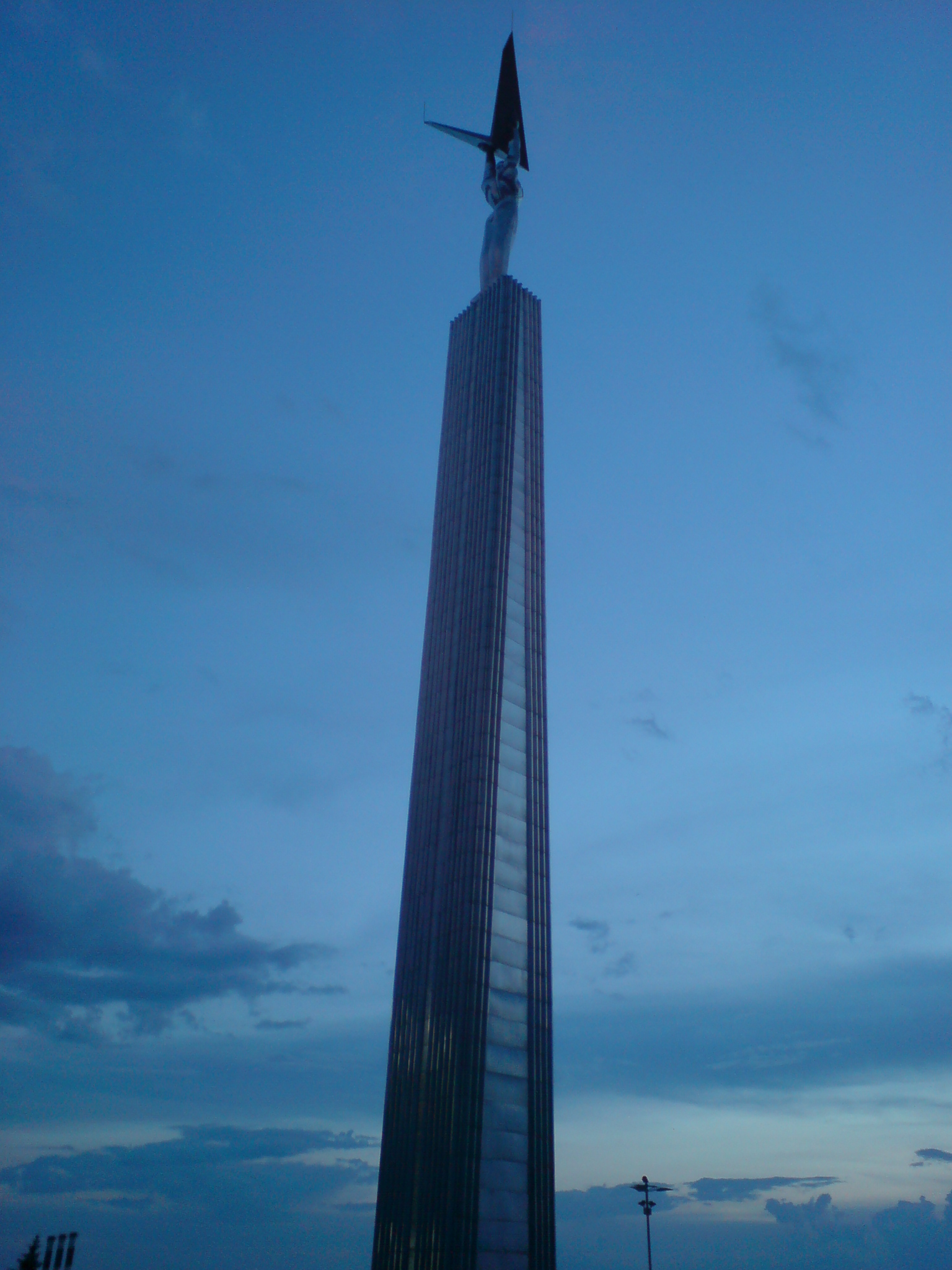
Le monument le soir.
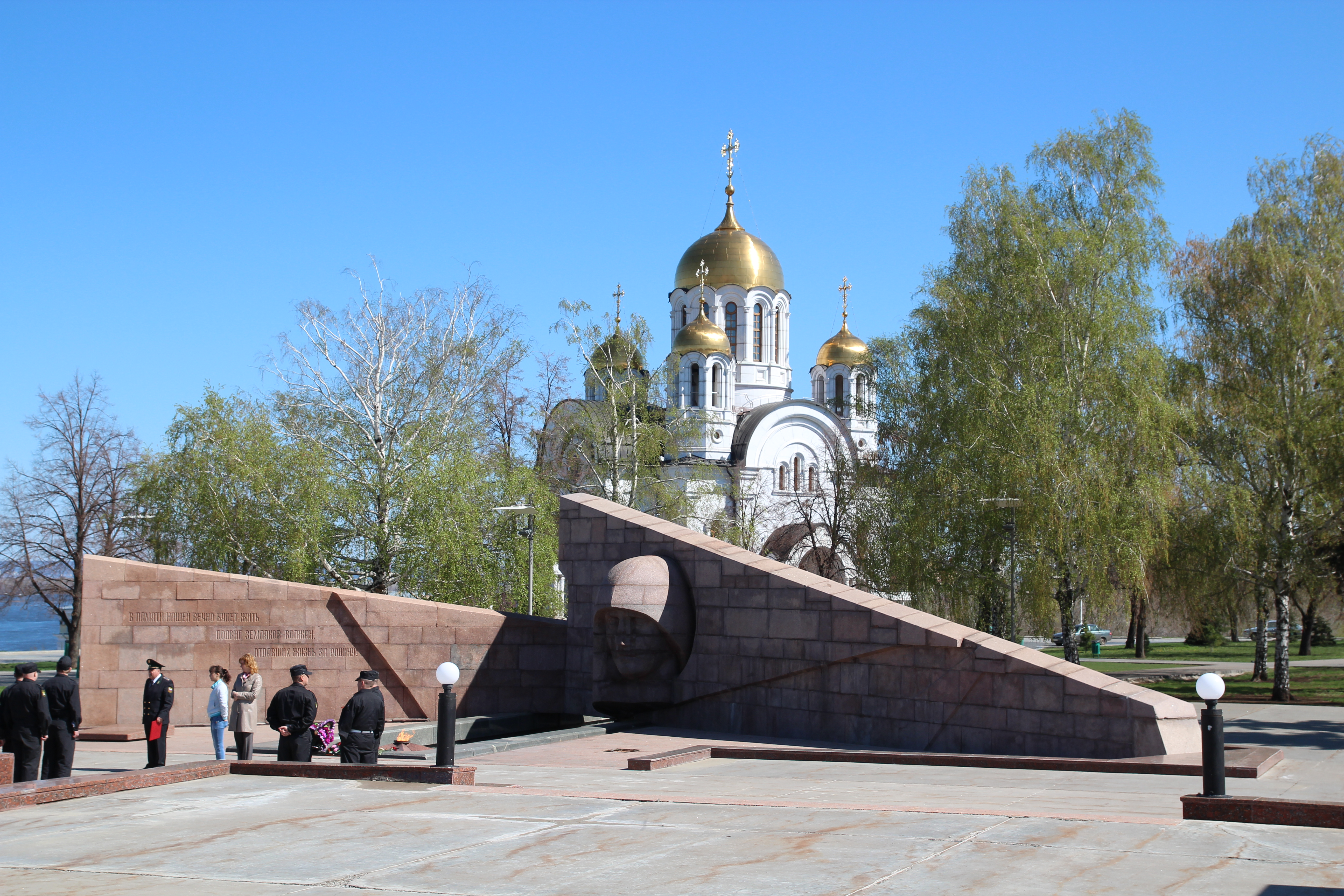
Flamme éternelle au pied du monument.